# Héctor Velázquez
Héctor Velázquez Aguilar (né le 26 novembre 1988 à Ciudad Obregón, Sonora, Mexique) est un lanceur droitier de la Ligue majeure de baseball.

## Carrière
Joueur en Ligue mexicaine de baseball, Héctor Velázquez signe une entente en février 2017 avec les Red Sox de Boston, qui rachètent son contrat des Piratas de Campeche.
Il fait ses débuts dans le baseball majeur le 18 mai 2017 comme lanceur partant des Red Sox face aux Athletics d'Oakland.